# Холокост в Люксембурге
Холокост в Люксембурге (нем. Holocaust in Luxemburg, фр. Shoah au Luxembourg) — преследование и уничтожение евреев на территории Люксембурга в период немецкой оккупации с 10 мая 1940 года по 9 сентября 1944 года, часть общей политики нацистов и их союзников по уничтожению евреев.
Из 3500 люксембургских евреев погибло 1950 человек.

## До Второй мировой войны
В XIX — начале XX в.в. еврейское население Люксембурга быстро росло за счёт иммиграции евреев из Германии. В 1927 году их число составило 1121 человек.
В 1935 году в Люксембурге насчитывалось также около 2000 еврейских беженцев, переехавших из Германии в связи с антисемитскими преследованиями. К началу Второй мировой войны в Люксембурге жило по разным данным от 3500 до 4200 евреев, включая беженцев.

## Оккупация
10 мая 1940 года вермахт вторгся в Люксембург и оккупировал территорию княжества. Великая герцогиня Шарлотта и её правительство бежали в Великобританию. В декабре 1941 Люксембург был включён в состав Третьего рейха, а августе 1942 года — формально аннексирован. Французский язык был запрещён. Территорией управляла немецкая гражданская администрация во главе с гауляйтером Густавом Симоном. Преследованием евреев непосредственно занимались начальник полиции Рихард Хенгст и глава Службы безопасности (СД) и СС оберштурмбанфюрер Вильгельм Нолле

## Преследования евреев
После ввода немецких войск на территорию страны, главный раввин Люксембурга Роберт Серебреник встретился с главой оккупационной военной администрации генералом Вальтером фон Рейхенау. Рейхенау обещал, что при соблюдении еврейским населением лояльности к оккупантам, никаких притеснений не будет. Это обещание выполнялось до передачи власти гражданской администрации и назначения гауляйтером Густава Симона, которая произошла 7 августа 1940 года.
5 сентября 1940 года немцы ввели в Люксембурге дискриминационные антиеврейские расовые законы. Евреям было запрещено посещать общественные места и предписано делать покупки только в определённых магазинах. Параллельно с распространением антисемитской пропаганды проводились так называемые «спонтанные акции» в отношении евреев, когда организованные банды нападали на молящихся, угрожали евреям и клеили антисемитские плакаты на еврейских магазинах и предприятиях.
355 предприятий и 380 ферм, принадлежавших евреям, были конфискованы и переданы «арийцам», евреи были уволены с работы. 23 августа 1941 года, был введён комендантский час для еврейского населения. В сентябре 1941 вышел приказ, обязывающий евреев носить жёлтую звезду. Роберт Серебреник утверждает, что на Йом-Киппур (1 октября 1940 года) готовилась массовая депортация евреев Люксембурга, но она была отменена после вмешательства вермахта, особенно генерал-лейтенанта барона Генриха фон Гойнинген-Гюне. В то же время в марте 1941 года Серебренику удалось добиться встречи с Адольфом Эйхманом и разрешения на эмиграцию нескольким сотням евреев.
В августе 1943 года была уничтожена старинная синагога в Люксембурге.

## Депортации и массовые убийства

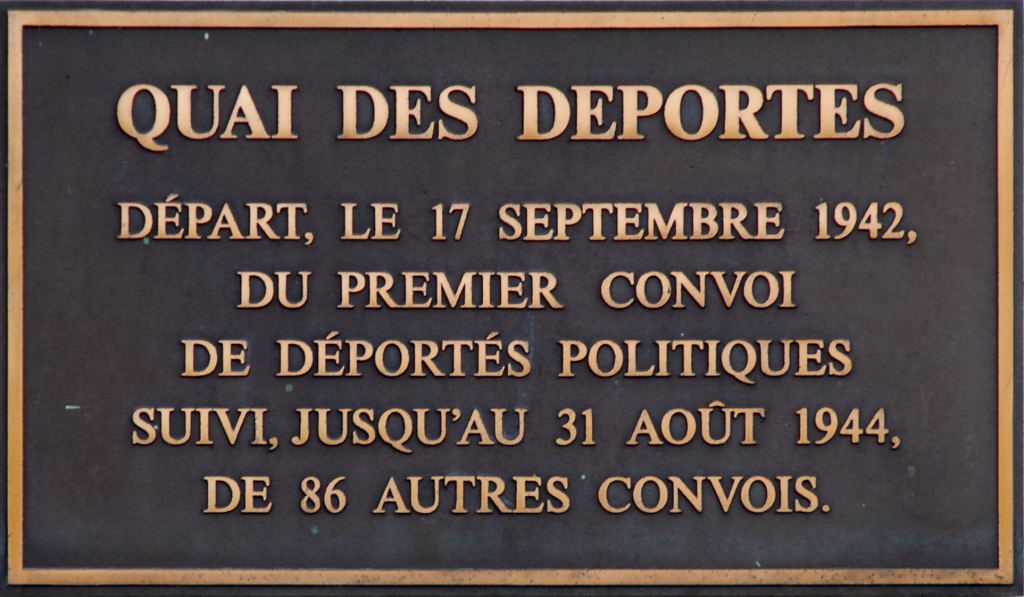
Табличка памяти депортированных

Около 1000 евреев бежали во Францию, ещё около 1000 переселилось туда нелегально и около 700 были изгнаны насильно в период с октября 1940 по январь 1941 года. Многие из них впоследствии были отправлены в нацистские лагеря смерти в Польше уже непосредственно из Франции.
Оставшиеся 800 евреев были интернированы в транзитном лагере Фюнбруннен, созданном на территории одноимённого монастыря возле города Труавьерж (нем. Ulflingen) на севере Люксембурга. С 16 октября 1941 года до 17 июня 1943 года по разным данным от 674 до 723 евреев были депортированы в лагеря смерти. Из них выжило лишь 35 или 36 человек. Одна часть депортируемых была направлена в гетто Лодзи и затем убита в лагере смерти Хелмно. Другая часть была перевезена в Терезин и затем в лагерь смерти Освенцим.
19 октября 1941 года оккупационные власти объявили о полном очищении от евреев территории Люксембурга
Союзники освободили Люксембург 9 сентября 1944 года. К этому времени из 3500 евреев, живших в Люксембурге накануне войны, 1555 евреев были живы, а остальные погибли в основном лагерях смерти. Одним из немногих выживших депортированных евреев был Альфред Оппенгеймер. Его жена и сын были убиты. Оппенгеймер был одним из свидетелей на процессе по делу Адольфа Эйхмана. Также свидетелем на этом процессе был Роберт Серебреник.
Список массовых депортаций
| Дата       | Место назначения | Число депортированных |
| ---------- | ---------------- | --------------------- |
| 16.10.1941 | Лодзь            | 334                   |
| 23.04.1942 | Избица           | 27                    |
| 12.07.1942 | Освенцим         | 24                    |
| 26.07.1942 | Терезин          | 27                    |
| 28.07.1942 | Терезин          | 159                   |
| 06.04.1943 | Терезин          | 97                    |
| 17.06.1943 | Терезин/Освенцим | 11                    |

## Память о Холокосте
День памяти жертв Холокоста отмечался в Люксембурге с 1946 года ежегодно 10 октября. С 2009 года Люксембург отмечает Международный день памяти жертв Холокоста 27 января как и большинство стран Европы.

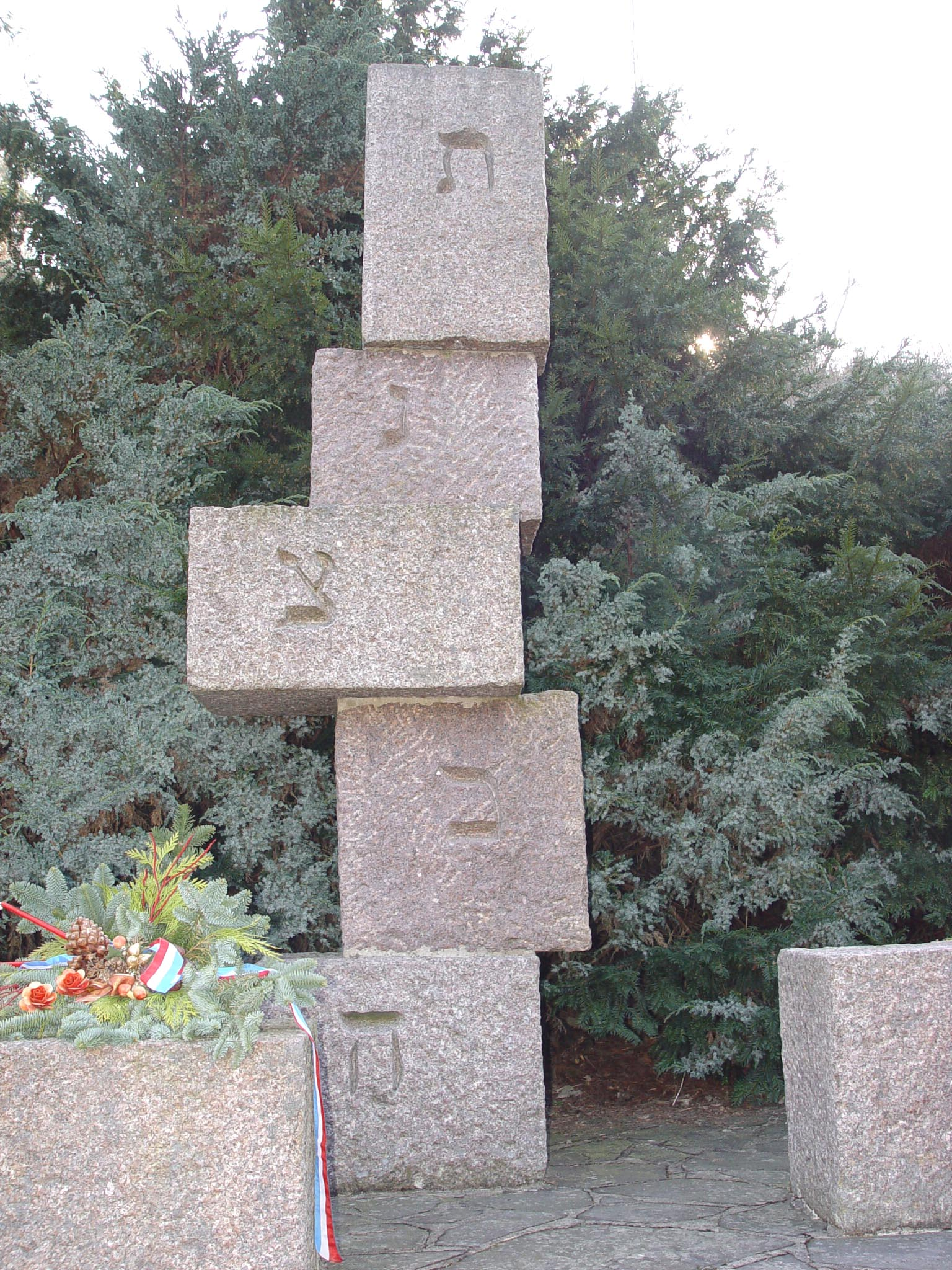
Монумент в память депортированных из лагеря Фюнбруннен

6 июля 1969 года в присутствии великого герцога Жана и членов правительства был открыт мемориал, посвящённый депортациям евреев Люксембурга в лагеря смерти. С тех пор памятная церемония традиционно проводится здесь в первое воскресенье июля. За помощь евреям в спасении от геноцида в годы оккупации Институт Катастрофы и героизма Яд ва-Шем в 1971 году присвоил министру юстиции Люксембурга Виктору Бодсону звание праведника мира. Рискуя жизнью, Бодсон спас около 100 евреев, бежавших из Германии. В честь Бодсона назван мост на юге страны.
До 1975 года никакой необходимости в специальном образовательной программе по этой тематике не было, поскольку множество свидетелей был живы и память о жертвах сохранялась и передавалась следующему поколению люксембуржцев. Однако в дальнейшем в связи со смертью большинства участников событий по инициативе министра культуры и бывшего узника концлагеря Роберта Крепса были начаты первые специализированные публикации. С 2003 года Люксембург является членом Международной организации по сотрудничеству в увековечивании и изучении Холокоста (ITF). Все документы, касающиеся Холокоста, доступны в архивах Люксембурга для любого исследователя. Министерство образования организует в январе ежегодное памятное мероприятие во всех средних школах, с 2007 года к этому процессу подключаются студенты высших учебных заведений.
В Люксембурге нет отдельного музея Холокоста, эта тема является частью экспозиции двух музеев Второй мировой войны: Мемориала депортаций и Национального музея Сопротивления. Отрицание Холокоста в Люксембурге является уголовным преступлением в рамках статьи 457-3 Уголовного кодекса, согласно которой установлена ответственность за отрицание (оспаривание, умаление, оправдывание) преступлений нацистов, а также последующих фактов геноцида, признанных люксембургскими или международными судами или иными властными органами (фр. reconnus par une juridiction ou autorite luxembourgeoise ou internationale).